# Tom Saintfiet
Tom Saintfiet (Mol, 29 maart 1973) is een Belgisch voetbaltrainer en voormalig voetballer. Hij trainde voornamelijk clubs en landen uit West-Afrika en het Midden-Oosten. Vanaf augustus 2024 is Saintfiet bondstrainer van Mali.

## Carrière als speler
Als speler was hij actief tussen 1987 en 1997 bij onder andere Lommel SK, KVC Westerlo, Verbroedering Geel en KÍ Klaksvík waar hij zijn carrière afsloot wegens aanhoudend blessureleed. Nadien werd hij trainer.

## Carrière als trainer
In het seizoen 2006/07 begon hij bij FC Emmen als hoofd jeugdopleidingen en trainer van de U19 en het tweede elftal, later dat seizoen werd hij er ook technisch directeur. Hij lanceerde er mee de carrière van Bas Dost, in wie hij in tegenstelling tot de toenmalige trainer veel vertrouwen had.
Als voetbalcoach werd hij vooral bekend als trainer van een aantal (nationale) ploegen uit Afrika en het Midden-Oosten. In 2014 werd  hij hoofdtrainer van Free State Stars. Naast het trainerschap was hij in het verleden ook scout voor KV Mechelen en adviseur van de Kazachse voetbalbond. In mei 2015 tekende hij een driejarig contract als bondscoach van Togo. Op 7 december 2016 werd hij aangesteld als bondscoach van Trinidad en Tobago. Een maand later nam hij ontslag. In oktober 2017 werd hij aangesteld als bondscoach van Malta. Op 25 april 2018 werd Saintfiet daar ontslagen. 
In juli 2018 werd bekend dat Saintfiet werd aangesteld als bondscoach van Gambia. Op 25 maart 2021 kwalificeerde hij zich met het kleinste land van het Afrikaanse vasteland voor de Afrika Cup. Nog nooit speelde Gambia een groot eindtoernooi. Het leverde hem enkele dagen later een contractverlenging tot 2026 op.  In de voorrondes van de Africa Cup 2023 in Ivoorkust was Gambia op 23 januari 2024 na drie verliespartijen uitgeschakeld, waarop Saintfiet per direct ontslag nam. Eind februari 2024 tekende Saintfiet een contract als bondscoach bij het Filipijns voetbalelftal. Eind augustus 2024 werd hij bondstrainer van Mali.